# Trish Keenan
Patricia Anne "Trish" Keenan, född 28 september 1968 i Winson Green, Birmingham,
död 14 januari 2011, var en brittisk musiker och vokalist, främst känd som sångare i gruppen Broadcast där hon och hennes man James Cargill var de enda konstanta medlemmarna.
Den 14 januari 2011 avled hon 42 år gammal i sviterna av lunginflammation och svininfluensa.